# Бахмут I
Железнодорожная станция Бахмут I (укр. Бахмут I; в 1924—2016 годах Артёмовск I укр. Арте́мівськ I) — станция Донецкой железной дороги. Станция в городе Бахмут Донецкой области, бывшая главная станция города (сейчас главная станция Бахмут). Здание является памятником промышленной архитектуры конца 19 столетия.
Станция используется как грузовая, для промышленных целей.
С апреля 2007 года пригородные поезда отменены (дальнего следования через станцию не следуют) — пассажирское движение отсутствует. В здании вокзала работает железнодорожная техническая библиотека.
Направления станции:
- на Краматорск
- на Попасную

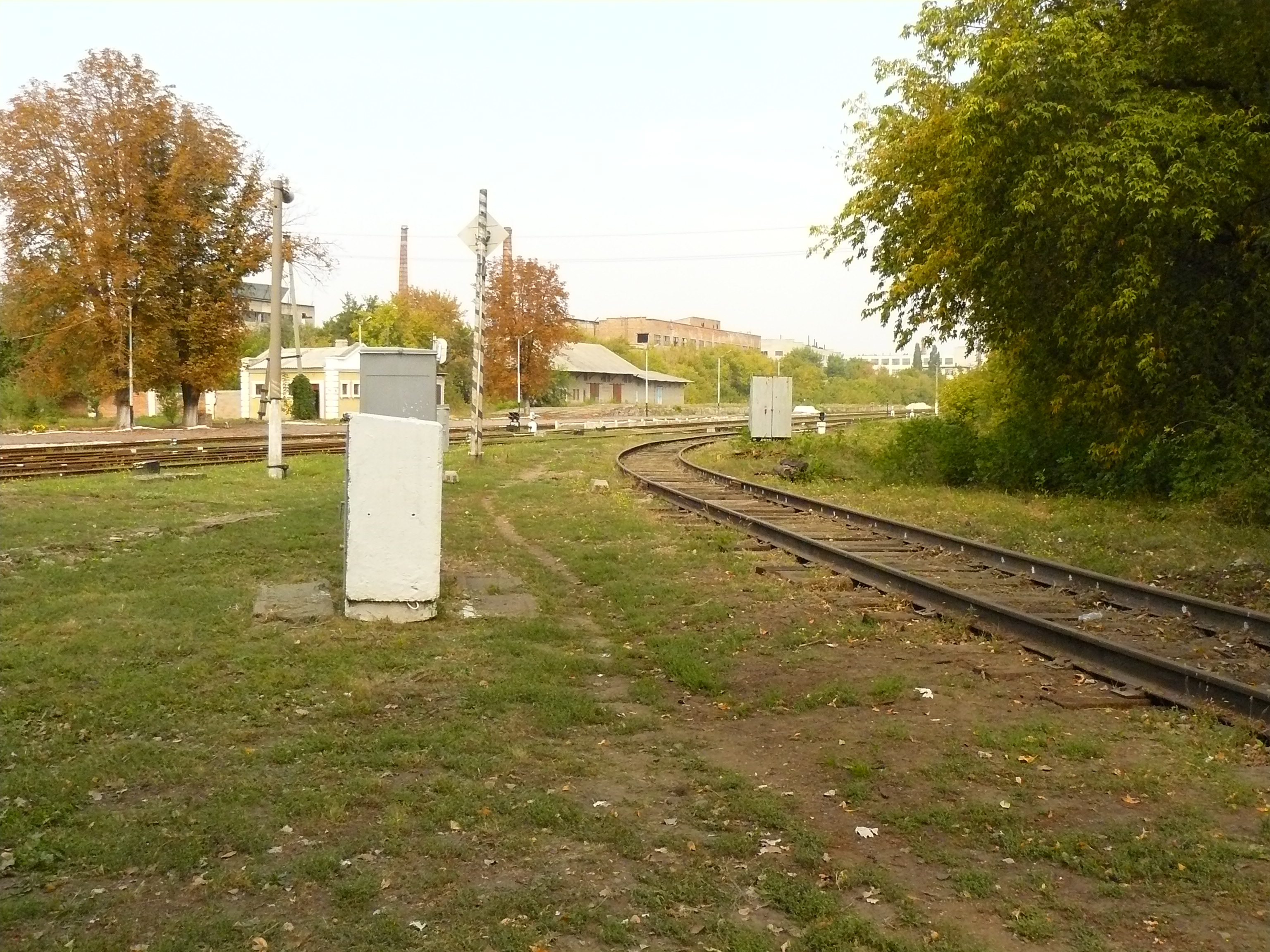
Путевое развитие станции Бахмут I